# 스웨덴 대 이탈리아 (2018년 FIFA 월드컵 예선)
2017년 11월의 스웨덴 대 이탈리아는 스웨덴 축구 국가대표팀과 이탈리아 축구 국가대표팀의 2018년 FIFA 월드컵 유럽 지역 예선 플레이오프 경기였다. 1, 2차전 경기 결과 모든 이의 예상을 깨고 스웨덴이 합산 점수 1 – 0으로 꺾고 2006년 FIFA 월드컵 이후 12년 만에 본선 진출에 성공했고 이탈리아는 1958년 FIFA 월드컵 예선에서 탈락한 이후 무려 60년 만에 지역예선에서 탈락하고 말았다. 월드컵 우승 경험이 있는 나라가 예선 탈락한 것은 2006년 FIFA 월드컵 때 우루과이 축구 국가대표팀이 탈락한 이후 12년 만의 일이다.

## 경기 전 상황
스웨덴 축구 국가대표팀은 2006년 FIFA 월드컵 본선 진출 이후, 2010년과 2014년 대회에는 예선 탈락으로 참가하지 못하고 있었다. 스웨덴은 2015년 7월 당시 FIFA 랭킹이 33위였고, 이에 따라 포트 3에 배정되었다. 스웨덴은 네덜란드, 프랑스와 같은 A조에 편성되었고, 2016년과 2017년에 걸쳐 진행된 조별리그에서 스웨덴은 조 2위를 기록하여, 조 2위간 순위 판정에 따라 플레이오프에 진출하였다.
한편, 이탈리아 축구 국가대표팀은 2015년 7월 당시 FIFA 랭킹 17위에 있었는데, 이에 따라 지역예선에서 포트 1이 아닌 포트 2에 배정되었다. 이로 인하여 이탈리아는 조 추첨에 따라 스페인 축구 국가대표팀과 같은 G조에 편성되었는데, 이탈리아 역시 2016년과 2017년에 걸쳐 진행된 조별리그에서 조 2위를 기록하여, 조 2위간 순위 판정에 따라 플레이오프에 진출하였다.

## 1차전

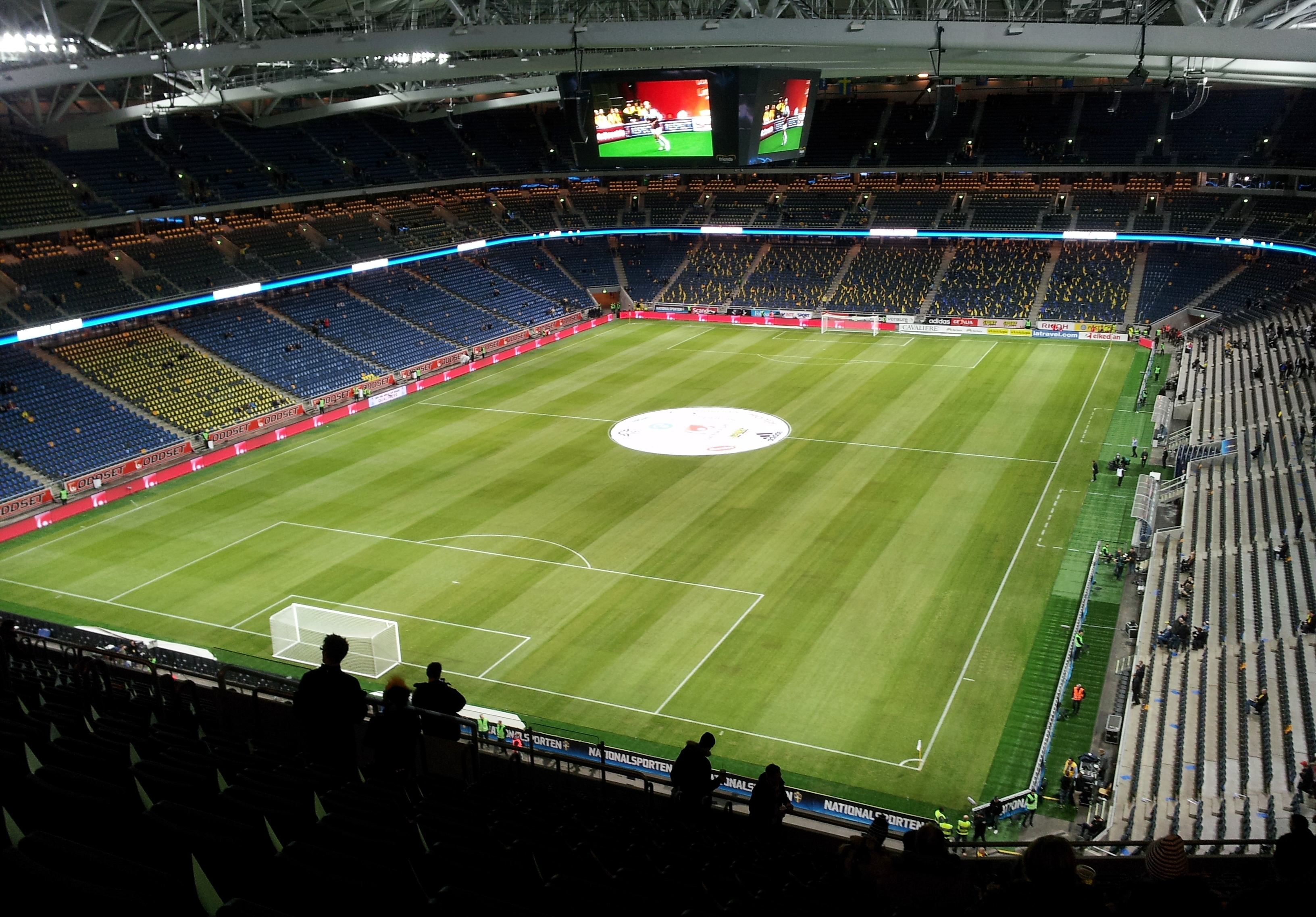
1차전 경기가 열린 프렌즈 아레나의 내부

모든 이의 예상을 깨고 스웨덴이 난적 이탈리아를 1 – 0으로 잡아 냈다. 무승부만 해도 소기의 성과를 거둔 것이라 할 정도로 절망적인 상황에 놓였던 스웨덴이었지만, 결코 포기하지 않고 맞서 싸워 이탈리아를 상대로 귀중한 승리를 일궈냈다. 홈에서 클린시트로 끝냈기에 원정 다득점 원칙을 신경쓸 필요도 없어졌다. 일진일퇴의 공방전이 이어지던 중 후반 16분, 스로인 찬스에서 스웨덴의 에밀 크라프트가 페널티 에어리어까지 길게 스로인 한 볼이 지오르지오 키엘리니와 경합하던 올라 토이보넨의 머리에 맞고 페널티 에어리어 외곽으로 흘렀고 이걸 야코브 요한손이 발리 슛으로 연결했는데, 땅에 맞고 튀어 오른 볼이 수비에 가담했던 이탈리아 미드필더 다니엘레 데 로시의 다리에 맞고 오른쪽으로 굴절되며 그대로 골문 우측 구석으로 빨려들어갔다. 이탈리아의 명물 잔루이지 부폰 골키퍼조차도 방향 예측에 실패하며 속절없이 실점하고 말았다.
뜻밖에 한 점을 실점하자 이탈리아도 슬슬 발동을 걸었다. 스웨덴을 거의 자기 진영에 가둬놓다시피 하며 일방적으로 밀어붙였지만, 골대에 귀신이라도 붙었는지 스웨덴의 골문은 지독히도 열리지 않았다. 특히 후반 24분, 이탈리아의 마테오 다르미안이 중거리 슛을 날렸고 스웨덴의 수문장 로빈 올센조차도 멍하니 바라볼 수밖에 없었을 정도였으나, 골대 왼쪽을 맞추는 데 그쳤다. 결국 야코브 요한손의 골을 끝까지 잘 지킨 스웨덴이 1 – 0으로 승리했다. 전체적으로 볼 때 특별히 스웨덴이 잘 했다기보다는 이탈리아가 지나치게 무기력했던 경기였다. 스웨덴이 6번 슈팅을 하는 동안 이탈리아는 1번밖에 못 했을 정도였기 때문이다. 1골을 실점한 이후엔 이탈리아가 일방적으로 밀어붙이다시피 했지만 골 결정력 부족으로 인해 동점골을 넣지 못하며 결국 0 – 1로 패배해 위기에 몰렸다. 한 기사에 의하면 필리포 인자기의 주장으로는 선 수비 - 후 역습 전략이 맞다고 했다. 하지만 이탈리아의 잔 피에로 벤투라 감독이 윙백을 잘 못 써서 경기를 망쳤다.
스웨덴은 월드컵 한 번 가려고 그 고생을 하고 대진에 걸려 그대로 안타깝게 전사하는가 싶었지만 홈에서 무실점으로 이긴 덕분에 되려 크게 유리해졌고, 이제는 이탈리아가 급해졌다. 이탈리아로선 1958년 FIFA 월드컵 이후 무려 60년 만에 월드컵 본선도 못 나갈 절체절명의 위기에 빠진 것이다. 다음 경기에서 2골 이상 더 넣고 승리하지 못하면 이탈리아 축구 역사상 최악의 참사가 벌어질 상황이었다.

### 상세 정보
| 스웨덴     | 1 - 0     | 이탈리아 |
| ---------- | --------- | -------- |
| 요한손 61′ | 상세 정보 |          |

| 스웨덴 | 이탈리아 |

| GK            | 1  | 로빈 올센                      |    |     |
| RB            | 16 | 에밀 크라프트                  |    | 83′ |
| CB            | 3  | 빅토르 린델뢰프                |    |     |
| CB            | 4  | 안드레아스 그랑크비스트 (주장) |    |     |
| LB            | 6  | 루드비그 아우구스틴손          |    |     |
| RM            | 17 | 빅토르 클라에손                |    |     |
| CM            | 7  | 세바스티안 라르손              |    |     |
| CM            | 8  | 알빈 에크달                    |    | 57′ |
| LM            | 10 | 에밀 포르스베리                |    |     |
| CF            | 9  | 마르쿠스 베리                  | 2′ | 74′ |
| CF            | 20 | 올라 토이보넨                  |    |     |
| 교체 선수:    |    |                                |    |     |
| MF            | 13 | 야코브 요한손                  |    | 57′ |
| FW            | 21 | 이사크 키세 텔린               |    | 74′ |
| MF            | 15 | 구스타브 스벤손                |    | 83′ |
| 감독:         |    |                                |    |     |
| 얀네 안데르손 |    |                                |    |     |

| GK               | 1  | 잔루이지 부폰 (주장)   |     |     |
| RB               | 15 | 안드레아 바르찰리      |     |     |
| CB               | 3  | 지오르지오 키엘리니    |     |     |
| CB               | 19 | 레오나르도 보누치      |     |     |
| LB               | 4  | 마테오 다르미안        |     |     |
| CM               | 8  | 마르코 베라티          | 29′ | 76′ |
| CM               | 16 | 다니엘레 데 로시       |     |     |
| CM               | 18 | 마르코 파롤로          |     |     |
| RW               | 6  | 안토니오 칸드레바      |     |     |
| CF               | 9  | 안드레아 벨로티        |     | 65′ |
| LW               | 11 | 치로 임모빌레          |     |     |
| 교체 선수:       |    |                        |     |     |
| FW               | 17 | 에데르 시타징 마르칭스 |     | 65′ |
| MF               | 10 | 로렌초 인시녜          |     | 76′ |
| 감독:            |    |                        |     |     |
| 잔 피에로 벤투라 |    |                        |     |     |

| 부심: 두란 바하틴 (터키) 온군 타리크 (터키) 대기심: 휘세인 괴체크 (터키) |

## 2차전

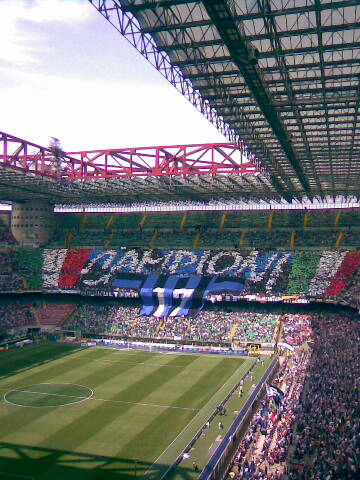
2차전 경기가 열린 스타디오 주세페 메아차의 내부

90분 내내 이탈리아의 창과 스웨덴의 방패가 격돌했지만, 이탈리아의 창은 끝내 스웨덴의 방패를 뚫지 못하고 0 – 0으로 무승부를 기록하며 1958년 FIFA 월드컵 이후 무려 60년 만에 월드컵 탈락이 확정되었다. 수페르가의 비극의 여파로부터 시작된 1950년대 월드컵 잔혹사를 60년 만에 고스란히 재현하고 만 것이다. 그리고 스웨덴은 유로 2016에서 이탈리아에 당한 패배를 설욕함과 동시에 2006년 FIFA 월드컵 이후 12년 만에 월드컵에 출전하는데 성공했다.
갈 길이 급했던 이탈리아는 초반부터 라인을 높이 끌어올리며 공격적으로 나섰으나 결정적인 기회를 살리지 못했다. 슛이 살짝살짝 비껴가거나 로빈 올센 골키퍼의 선방, 스웨덴 수비진의 바위같이 단단한 조직력에 막혔다. 1차전과 마찬가지로 스웨덴의 골문은 정말 지독하게도 안 열렸다. 볼 점유율 76% 대 24%, 슈팅 27 대 4라는 일방적 흐름에도 단 1골을 못 넣었다. 거기다 오늘 경기 심판은 페널티킥을 주는데도 상당히 인색했는데 이탈리아와 스웨덴 모두 2차례 정도 페널티킥이 주어질 법한 상황을 맞았으나 주심은 무심하게도 양 팀 모두에게 단 1번의 페널티킥도 주지 않았다. 그렇게 0 – 0인 스코어가 지루하게 이어졌고 그대로 90분이 다 흘렀고 추가시간 4분이 남았다. 4분 동안 어떻게든 1골이라도 넣어야 합산 점수 1 – 1 동률이 되어 승부를 연장전까지 끌고 갈 수 있으므로 이탈리아 선수들은 어떻게든 연장전까지 가보겠다고 2번의 세트피스 찬스에서 골키퍼 잔루이지 부폰까지 골문을 비우고 다급하게 공격에 가담했다. 이탈리아의 마지막 코너킥 찬스에서 코너킥을 스웨덴 수비가 헤더로 걷어냈는데 그 볼이 베르나르데스키 앞에 굴러갔다. 베르나르데스키가 볼을 띄우기 전에 스웨덴 수비진이 세컨드 볼을 따내려고 줄을 맞추어 앞으로 전진했는데 그 때문에 오프사이드 트랩이 형성되었다. 그런데 그 때 공격에 가담했던 지오르지오 키엘리니가 그 오프사이드 트랩에 걸려버렸고 베르나르데스키가 띄운 볼은 정확히 그 키엘리니 앞에 가버리고 말았다. 그리하여 주심은 곧바로 오프사이드 선언을 했고 그대로 경기 종료 휘슬이 울렸다.
경기는 0 – 0 무승부로 막을 내렸고 합산 점수 1 – 0으로 스웨덴이 이탈리아를 꺾고 2006년 FIFA 월드컵 이후 12년 만에 본선 진출에 성공했고 이탈리아는 1958년 FIFA 월드컵 이후 60년 만에 예선 탈락이 확정되었다. 그리하여 이탈리아는 이번 대회에서 역대 월드컵 우승국 중 유일하게 예선 탈락한 팀이라는 불명예를 뒤집어쓰게 되었다. 역대 월드컵 우승국이 예선탈락한 것은 2006년 FIFA 월드컵에서 우루과이가 예선에서 탈락한 후 12년 만이다. 그리고 월드컵 6연속 출전이라는 신기록에 도전한 부폰의 눈물에 팬들은 매우 가슴 아파했다. 이미 40세로 선수로서는 상당히 고령인지라 은퇴 준비를 하고 있던 잔루이지 부폰은 결국 독일의 로타어 마테우스가 세운 월드컵 5회 출전 기록을 넘어 월드컵 6회 출전하는 꿈을 이루지 못한 채 대표팀 은퇴를 선언하면서 국가대표 마지막 경기를 마쳤다. 이탈리아 축구의 영웅 주세페 메아차의 이름이 붙을 정도로 이탈리아 축구의 성지였던 스타디오 주세페 메아차는 결국 오늘 경기에선 이탈리아 축구의 한과 눈물이 서린 곳으로 남게 되었다.

### 상세 정보
| 이탈리아 | 0 - 0     | 스웨덴 |
| -------- | --------- | ------ |
|          | 상세 정보 |        |

| 이탈리아 | 스웨덴 |

| GK               | 1  | 잔루이지 부폰 (주장)    |       |     |
| CB               | 3  | 지오르지오 키엘리니     | 9′    |     |
| CB               | 15 | 안드레아 바르찰리       | 22′   |     |
| CB               | 19 | 레오나르도 보누치       |       |     |
| RM               | 8  | 알레산드로 플로렌치     |       |     |
| CM               | 7  | 조르지뉴                |       |     |
| CM               | 18 | 마르코 파롤로           |       |     |
| LM               | 4  | 마테오 다르미안         |       | 63′ |
| RW               | 6  | 안토니오 칸드레바       |       | 76′ |
| CF               | 11 | 치로 임모빌레           | 90+2′ |     |
| LW               | 23 | 마놀로 가비아디니       |       | 63′ |
| 교체 선수:       |    |                         |       |     |
| FW               | 9  | 안드레아 벨로티         |       | 63′ |
| FW               | 22 | 스테판 엘 샤라위        |       | 63′ |
| FW               | 20 | 페데리코 베르나르데스키 | 90+2′ | 76′ |
| 감독:            |    |                         |       |     |
| 잔 피에로 벤투라 |    |                         |       |     |

| GK            | 1  | 로빈 올센                      | 90+4′ |     |
| RB            | 2  | 미카엘 루스티그                | 65′   |     |
| CB            | 3  | 빅토르 린델뢰프                |       |     |
| CB            | 4  | 안드레아스 그랑크비스트 (주장) |       |     |
| LB            | 6  | 루드비그 아우구스틴손          |       |     |
| RM            | 17 | 빅토르 클라에손                |       | 72′ |
| CM            | 7  | 세바스티안 라르손              |       |     |
| CM            | 13 | 야코브 요한손                  | 10′   | 19′ |
| LM            | 10 | 에밀 포르스베리                | 29′   |     |
| CF            | 9  | 마르쿠스 베리                  |       |     |
| CF            | 20 | 올라 토이보넨                  |       | 54′ |
| 교체 선수:    |    |                                |       |     |
| MF            | 15 | 구스타브 스벤손                |       | 19′ |
| FW            | 21 | 이사크 키세 텔린               | 69′   | 54′ |
| MF            | 19 | 마르쿠스 로덴                  |       | 72′ |
| 감독:         |    |                                |       |     |
| 얀네 안데르손 |    |                                |       |     |

| 부심: 파우 세브리안 데비스 (스페인) 로베르토 디아즈 페레즈 (스페인) 대기심: 헤수스 길 만사노 (스페인) |

## 이탈리아의 본선 진출 실패 원인

### 희대의 졸장잔 피에로 벤투라
이탈리아의 예선 탈락엔 감독인 잔 피에로 벤투라가 상당한 지분을 차지하고 있다. 잔 피에로 벤투라는 아주리 군단이란 강팀을 지휘하기엔 그 역량이 매우 부족한 사람이었다. 우선 잔 피에로 벤투라의 경력을 살펴보면 1976년에 UC 삼프도리아 유스 팀 감독으로 시작했으니 2017년 기준 그의 감독 경력은 무려 41년이나 된다. 그러나 그 41년 동안의 감독 경력 중 이른바 빅 클럽을 맡은 적은 없었고 세리에 A에서 우승권에 근접하기는커녕 레체와 바리, 토리노 시절을 제외하면 딱히 성공한 적도 없는 감독이었다. 전임 감독인 안토니오 콘테보다 연배는 아버지 뻘이지만 감독으로서의 스펙은 뒤떨어지는 인물이었다. 그렇다고 선수 시절의 커리어가 뛰어난 인물도 아니었다. 즉, 벤투라는 현역 시절에도 무명이었고 지도자로서도 40년 넘게 있었으면서도 이렇다 할 성공적인 경험도 없던 인물인 것이다. 이런 사람이 스타 플레이어들이 즐비한 아주리 군단의 사령관을 맡기엔 그 역량이 부족할 수밖에 없다.
소속된 클럽에서 벤투라보다 명성이 훨씬 더 뛰어난 감독의 지도를 받던 선수들이 과연 40년 넘게 군소구단만 전전하던 벤투라의 지도를 순순히 따랐을지는 매우 의문스럽다. 아니나 다를까 이탈리아가 월드컵 지역예선에서 탈락한 이후 폭로된 기사에 따르면 지역예선에서 이탈리아가 졸전 끝에 마케도니아와 1 – 1로 비긴 뒤 대표팀의 베테랑 잔루이지 부폰과 안드레아 바르찰리, 다니엘레 데로시가 코칭스태프 없이 라커룸에서 선수단 자체 전술 미팅을 열었던 사실이 이미 드러났다. 물론 선수들 입장에선 이탈리아가 예선 탈락하는 위기에 봉착했으니 이대로는 안 된다는 입장으로 회의를 열었을 수 있겠지만 이는 명백히 월권행위이자 하극상이다. 이에 잔 피에로 벤투라 또한 격노하여 대표팀 베테랑들을 향해 “지금까지 선수들과 미팅을 잘해왔으니 네가 훈련시키고 네가 원하는 선수를 뽑아서 경기하라!”고 소리쳤다고 한다.
그 뿐 아니라 스웨덴과의 2차전에서도 벤투라 감독이 다니엘레 데 로시에게 교체 투입할 준비를 하라고 지시했는데 데 로시는 “지금 우리는 비기는 게 아니라 이겨야 한다! 이 상황에선 내가 아니라 인시녜가 투입되어야 한다!”고 항명하기까지 했다. 물론 당시 이탈리아는 반드시 스웨덴을 2점 차 이상으로 이겨야만 본선에 진출할 수 있었고 0 – 0인 상황이 지속되고 있는 이상 수비형 미드필더인 데 로시보다는 공격수인 인시녜가 들어가는 것이 더 맞긴 하다. 하지만 벤투라 감독 또한 어떤 나름의 구상이 있으니 데 로시에게 교체 투입될 준비를 하라고 했을 것이다. 그런데 선수가 대놓고 감독에게 반항하는 건 가히 좋은 모습이 아니다. 이는 벤투라가 대표팀의 베테랑 선수들로부터 그 권위를 존중받지 못하고 있었다는 걸 적나라하게 보여주는 부분이다. 즉, 선수들은 벤투라를 감독으로서 존중하지 않았고 감독 또한 능히 선수들을 통제하지 못하고 있었던 셈이다.
그 문제와는 별개로 벤투라 감독 본인의 전술적 능력에도 문제가 있었다. 우선 스웨덴과의 2차전 경기에서 이탈리아는 3-4-3 포메이션으로 나섰다. 당시 이탈리아는 1차전에서 스웨덴에 0 – 1로 패배한 상황이었으므로 반드시 2점 차 이상으로 이겨야 본선에 진출할 수 있었다. 그런데 쓰리백이란 전술은 중앙 수비를 두텁게 하는 전술이다. 당시 이탈리아 입장에서 남은 선택지는 오직 공격 뿐인데 벤투라 감독은 오히려 선수비 후역습이라는 이탈리아의 고전적인 전술을 들고 나온 것이다. 벤투라 감독 입장에선 공격 일변도로 나가다가 스웨덴의 역습 한 방에 허를 찔려 실점하는 일을 막기 위해 중앙 수비를 두텁게 하는 쓰리백을 채택했을지도 모른다. 허나 반드시 이겨야만 하는 단두대 매치에서 이런 전술은 그다지 적합한 전술은 아니다. 설령 상대의 역습 한 방에 허를 찔리는 한이 있더라도 2점 차 이상으로 이겨야 하는 이상 이탈리아 입장에선 무조건 공격을 하고 봐야했다.
본래 이탈리아는 전술적 능력이 뛰어난 감독들이 많은 나라였다. 경기 중에도 전술 갈아엎고 새 판을 짜는 일이 비일비재할 정도로 임기응변에 도가 텄고 노회한 전술가들이 많다. 단적인 예로 FIFA 월드컵 2연패에 성공한 감독은 전 세계를 통틀어 딱 한 사람밖에 없는데 그 사람이 바로 이탈리아 사람이다. 비토리오 포초 감독이 바로 그 사람이다. 비토리오 포초 외에도 우승 청부사란 별명으로 유명한 파비오 카펠로, 사키이즘의 창시자 아리고 사키, 은빛여우로 불리는 마르첼로 리피 등 세계적인 명장들을 다수 배출한 나라가 바로 이탈리아였다. 그러나 잔 피에로 벤투라는 그런 이들과 견주기엔 너무나도 능력이 부족했다. 결국 잔 피에로 벤투라는 51년 전인 1966년 FIFA 월드컵 때 처녀 출전국이자 대회 최약체로 꼽힌 북한에 0 – 1로 패배해 이탈리아 축구 역사에 길이 남을 아픔과 치욕을 남겨준 에드몬도 파브리 감독을 능가하는 이탈리아 최악의 감독이자 이탈리아 축구계 최고의 역적이 되고 말았다. 그나마도 파브리 감독은 본선에서 치욕을 당했지만 벤투라는 본선도 못 가고 무너졌다.

### 이탈리아 축구의 장기 침체와 세대 교체의 실패
21세기에 들어서 이탈리아 축구는 침체기에 접어들고 있었다. 2006년 FIFA 월드컵에서 우승을 차지했을 때를 빼면 영광스러운 기억보다는 치욕스러운 기억이 더 많았다. 2002년 FIFA 월드컵에선 대한민국에 1 – 2 역전패를 당해 16강에 그친 바 있었다. 2010년 FIFA 월드컵에선 쉬운 조에 들고도 파라과이, 뉴질랜드와 연달아 1 – 1로 비긴 뒤 3차전에서 슬로바키아에 2 – 3으로 패배하며 2무 1패에 그쳐 역사상 최초로 단 1승도 거두지 못 하고 조 최하위로 조별리그에서 탈락했다. 지난 2014년 FIFA 월드컵에서도 1차전 상대 잉글랜드는 2 – 1로 이겼지만 그 뒤 코스타리카와 우루과이에 연달아 0 – 1로 패배해 1승 2패로 조 3위에 그쳐 2개 대회 연속으로 조별리그에서 탈락했다.
이렇게 2002년 16강 - 2006년 우승 - 2010년 조별리그 - 2014년 조별리그의 성적을 기록했다. 2006년에 우승한 것을 제외하면 명성에 비해 매우 실망스러운 성적이라고 할 수 있다. 마치 60년 전 1950년대 암흑기 시절의 성적을 그대로 재현하고 있는 것 같다고 할 수 있다. 당시 이탈리아는 1938년 FIFA 월드컵에서 우승한 이후 1950년 조별리그 - 1954년 조별리그 - 1958년 예선 탈락이라는 성적을 기록했는데 이번에도 똑같이 재현된 것이다. 그나마 60년 전의 암흑기는 수페르가의 비극이라는 악재라고 명백한 원인이라도 있지만 2010년대의 암흑기는 그 원인조차 불명이다.
어쨌든 이탈리아는 지난 10년 간 월드컵에서 좋은 성적을 거두지 못하고 있었기에 예선 탈락이라는 결과가 크게 놀랄만 한 일은 아니다. 장기 침체로 인해 이탈리아 선수들의 사기와 자신감이 저하된 것도 한 가지 원인이 될 수 있다. 21세기에 치른 대회 중 무패를 기록했던 2006년을 제외하고 나머지 3개 대회에서 이탈리아를 상대로 승리를 거둔 팀은 순서대로 크로아티아, 대한민국, 슬로바키아, 코스타리카, 우루과이까지 총 5팀이다. 이 5개 팀 중 우루과이를 빼면 모두 월드컵 우승 경험이 없는 팀들이고 냉정하게 말해 이탈리아보다 한 수 아래의 팀들이다. 즉, 이탈리아는 자신보다 약체라고 평가받는 팀들에게 일격을 당해 조기에 탈락하는 수모를 겪은 셈이다. 즉, 단순히 성적만 나빴던 게 아니라 약체로 평가받는 팀들에게 일격을 당해 조기에 탈락하는 일이 반복되니 자신감이 떨어지게 되었다고 볼 수 있다.
또한, 세대 교체의 실패 역시 한몫했다. 우선 1차전 선발 라인업을 살펴보면 이 선수들의 평균 나이는 무려 만 30.5세로 매우 높았다. 특히 골키퍼 잔루이지 부폰과 포백 수비 라인까지 5명 모두 30대였고 선발 라인업의 11명 중 20대인 선수는 단 4명 뿐이었다. 그나마도 마테오 다르미안과 치로 임모빌레는 당시 만 27세로 20대 후반이며 마르코 베라티가 만 25세, 안드레아 벨로티가 만 23세였다. 교체 투입된 로렌초 인시녜도 만 26세, 에데르 시타징 마르칭스도 만 31세였다.
2차전 라인업 역시 크게 다르지 않다. 2차전 선발 라인업에 오른 선수들 평균 나이는 만 30.1세로 1차전 때와 크게 다르지 않다. 이 경기 역시 선발 라인업의 절반 이상인 6명이 30대였다. 이 당시 대한민국 축구 국가대표팀의 주장 기성용이 만 28세였는데 이 정도 나이가 이탈리아 대표팀에선 여전히 막내에 해당할 정도로 선수들 평균 연령이 매우 높은 것이다. 이렇게 30세가 넘은 베테랑들이 여전히 중용되고 있는 것은 결국 그 자리의 후계자를 찾지 못했다는 뜻이다. 다시 말해 이탈리아는 세대 교체에 실패했고 그 때문에 여전히 늙은 선수들이 대표팀 주전으로 중용받고 있는 것이다.
그런데 문제는 이탈리아가 왜 세대 교체에 실패했는지는 그 이유가 분명하지 않다는 것이다. 일단 지난 대회들을 돌아보면 분명히 이탈리아 대표팀은 노쇠했다. 우승을 차지한 2006년에도 당시 선수들의 평균 연령은 만 28.2세로 꽤 높은 편이었다. 이탈리아 대표팀의 노쇠화의 원인은 정확히 밝혀진 것은 없다. 다만 이탈리아 감독들의 보수적인 선수 선발을 원인으로 꼽는 견해가 있다. 즉, 이탈리아 대표팀 감독들이 과감하게 새 얼굴들을 발탁해 세대 교체를 단행하기보다는 자신이 잘 알고 이미 실력이 검증된 베테랑 선수들을 선호하다보니 자연스럽게 세대 교체에 실패했다는 것이다. 실제로 2010년 FIFA 월드컵 당시에 이탈리아가 2무 1패의 성적으로 탈락했을 때 원인을 리피 감독의 보수적인 선수 선발과 그로 인한 세대 교체 실패를 꼽는 의견이 있었다.

### 이탈리아 축구 연맹의 무능과 부패
이탈리아 축구 연맹의 무능과 부패 문제 역시 이 사태의 상당한 지분을 차지하고 있다. 40년이 넘는 지도자 생활을 하면서 빅 클럽을 지휘한 적도 또 이렇다 할 성공적인 커리어를 가져본 적도 없었을 만큼 무명에 가까운 지도자 잔 피에로 벤투라가 대표팀 감독에 선임된 배경에는 바로 이탈리아 축구 연맹의 부정부패 문제가 한몫했다. 이탈리아 축구 연맹의 부정부패 문제가 대두되기 시작한 것은 지난 2007년부터였다.
2007년에 잔카를로 아베테(이탈리아어: Giancarlo Abete)라는 인물이 이탈리아 축구 연맹의 신임 회장으로 당선되었다. 그런데 아베테는 축구와는 전혀 거리가 먼 정치인이었고, 그가 이탈리아 축구 연맹의 회장으로 취임한 이후로 이탈리아 축구는 급속도로 내리막길을 걷기 시작했다. 그가 회장으로 있던 기간 내에 이탈리아는 UEFA 유로 2012 준우승을 제외하면 국제대회에서 좋은 성적을 내지 못했으며, 그나마 그 준우승도 자세히 뜯어보면 전체 성적은 2승 3무 1패로 그다지 뛰어난 성적은 아니었다. 그리고 그가 회장으로 재임하던 시절의 이탈리아는 월드컵에서 2번 모두 조별리그에서 탈락했다. 결국 그는 2014년 FIFA 월드컵에서 조별리그 탈락한 것에 책임을 지고 체사레 프란델리 감독과 동반 퇴진했다.
그런데 2014년에 축구 연맹의 신임 회장으로 당선된 인물은 또 73세의 노쇠한 정치인인 카를로 타베키오(이탈리아어: Carlo Tavecchio)였다. 평생을 축구계에서 몸 담아온 40대 젊은 기수이자 전 AC 밀란과 이탈리아 국가대표팀 출신의 후보자 데메트리오 알베르티니를 지지했던 많은 이탈리아 축구팬들이 도저히 이해할 수가 없는 선거 결과였다. 역시 축구와 거리가 먼 인물이었던 카를로 타베키오는 날로 그 위상이 추락하고 있는 이탈리아 축구에 어떤 변화도 주지 못했으며, 그의 임기 초기 이탈리아의 FIFA 랭킹은 역대 가장 낮은 순위인 17위까지 곤두박질쳤다.
UEFA 유로 2016에서 비록 8강에서 2년 전 2014년 FIFA 월드컵 우승을 차지한 독일과 1 – 1로 비긴 뒤 승부차기 끝에 5 – 6으로 석패했지만 이탈리아는 조별리그에서 황금세대의 성장으로 한참 상승세를 타던 벨기에를 2 – 0으로 꺾었고 또 이번 플레이오프 상대였던 스웨덴도 1 – 0으로 이겼다. 또 16강에선 이번 월드컵 지역예선에서 이탈리아를 조 2위로 내몬 장본인인 스페인도 2 – 0으로 꺾고 8강에 올랐다. 그리고 8강에서도 2년 전 월드컵 우승으로 역시 전성기에 있던 독일과 승부차기까지 가는 접전을 펼쳤다. 이렇게 이탈리아가 이 대회를 잘 한 건 안토니오 콘테 감독의 엄청난 노력 덕분이었다.
UEFA 유로 2016이 끝나고 계약이 만료된 안토니오 콘테는 첼시 FC 감독으로 부임했고 후임자로 선임된 사람이 바로 잔 피에로 벤투라였다. 그리고 벤투라는 불과 1년 전에 전임 감독 안토니오 콘테가 가볍게 이겼던 스페인에 0 – 3으로 대패를 하며 조 2위로 처지게 만들었고 역시 1년 전 UEFA 유로 2016에서 승리했던 스웨덴에도 0 – 1로 패배해 이탈리아를 60년 만에 지역예선에서 떨어뜨렸다. 다 잘 했는데 이 2경기만 망쳤느냐 하면 그것도 아니었다. 이스라엘을 상대로 악전고투 끝에 1 – 0 승리를 거뒀고 이어서 마케도니아를 상대로 1 – 1 무승부를 기록했다. 알바니아를 상대로도 1 – 0 승리를 거뒀지만 이 역시 말도 안되는 졸전이었다. 이스라엘과 마케도니아, 알바니아는 모두 이탈리아보다 몇 수 아래의 약체들인데 이 약체들을 상대로도 고전 끝에 겨우 이기거나 비기거나 했던 것이다.
거기다 회장 타베키오란 인물은 20여년 간 한 작은 마을의 시장을 역임한 뒤 이탈리아 재정경제부와 복지부 상임고문을 지냈을 뿐 선수나 감독 경력도 없는 사람이었다. 그런데도 언제나 아마추어 축구계의 전문가로 거론되어왔다. 즉, 타베키오는 이탈리아 축구 연맹의 회장으로서 그 자질이 의심스러운 사람이었다. 게다가 지난 2014년 유벤투스 소속의 선수였던 폴 포그바에게 가한 끔찍한 인종차별 발언으로 인해 유명해진 사건 외에 탈세와 국민보험 및 국민연금 미납, 서류 조작, 부패방지법 위반 등으로 수 차례 문제가 되기도 했다. 즉, 무능하고 부패한 인물인 셈이다.
이런 부패하고 무능한 인물이 협회의 장이 되었으니 당연히 이탈리아 축구 연맹의 행정력은 바닥을 치게 되었고 잔 피에로 벤투라라는 졸장 선임과 2018년 월드컵 지역예선 탈락은 그 연장 선상인 것이다. 어떻게 보면 벤투라보다 무능하고 부패한 연맹의 문제가 더 큰데, 축구 연맹이라도 제대로 굴러갔다면 벤투라 같이 41년 동안 지도자로서 뚜렷한 족적이 없었던 인물이 감독이 되는 일도 없었을 것이기 때문이다. 이는 울리 슈틸리케라는 졸장을 선임해 월드컵 지역예선 탈락 직전까지 갔던 대한민국의 상황과도 매우 유사하다. 그나마 한국은 슈틸리케를 해임하고 신태용으로 감독 교체를 단행해 급한 불을 껐지만 끝까지 벤투라를 믿었던 이탈리아는 결국 예선 탈락의 고배를 마신 것이다.
이탈리아의 전 아마추어 축구 선수 출신이자 한국에서 방송인으로 활동 중인 알베르토 몬디 또한 그의 칼럼에서 이러한 사실들을 지적했다. 위의 내용 대부분은 그의 칼럼에서 인용했음을 밝힌다.

## 반응과 경기 후

### 스웨덴
스웨덴은 2006년 FIFA 월드컵 이후 12년 만에 본선 진출에 성공했다. 오랫동안 예선 탈락의 고배를 마셨기에 스웨덴의 반응은 매우 기쁘다. 경기 직후 선수들은 기쁨을 주체하지 못하고 스타디오 주세페 메아차 곳곳을 뛰어다니며 방송국 중계 부스까지 달려가 아나운서들과 함께 방방 뛰고 즐기다가 부스를 부수기까지 했다. 한편, 월드컵 본선 진출에 성공한 이후 스웨덴에서는 득점력 향상을 위해 공격수 즐라탄 이브라히모비치를 국가대표팀으로 다시 불러야 한다는 여론이 싹텄다. 그러나 스웨덴의 얀네 안데르손 감독은 2018년 3월 16일, "선수 선발 권한은 나에게 있다."며 "누군가가 대표팀에 복귀할 뜻을 밝힌다고 팀 내부에 변화를 줄 생각은 없다."며 즐라탄을 다시 대표팀에 소집할 생각이 없음을 못박았다. 한편, 조 추첨 이후 스웨덴과 월드컵 본선 1차전에서 맞붙게 된 대한민국 축구 국가대표팀의 신태용 감독은 "독불장군식인 이브라히모비치가 스웨덴 대표팀에 복귀하면 우리에게는 득이 될 수 있을 것이다."며 내심 즐라탄 이브라히모비치의 스웨덴 대표팀 복귀를 반겼으나 안데르손 감독이 즐라탄 이브라히모비치의 대표팀 복귀는 없다고 못을 박았다는 소식을 듣고 아쉬워하는 반응을 보였다.
2018년 FIFA 월드컵 본선에서 스웨덴은 대한민국, 독일, 멕시코와 함께 죽음의 조인 F조에 속했다. 스웨덴은 1차전 대한민국을 상대로 시종일관 우세한 경기를 펼쳤으나 대한민국의 골키퍼 조현우의 잇단 선방에 좀처럼 득점을 올리지 못하며 고전했고 후반 20분에 안드레아스 그랑크비스트가 페널티킥으로 골을 성공시키며 1 – 0 신승을 거두었다. 2차전 독일과의 경기에선 철저한 선수비 후역습 작전으로 전반 32분에 올라 토이보넨이 선제골을 성공시키며 1 – 0으로 앞서나갔다. 그러나 후반 3분, 마르코 로이스에게 동점골을 허용하며 수세에 몰렸고 후반 33분에 독일의 센터백 제롬 보아텡이 퇴장당해 수적 우세라는 호재를 등에 업었음에도 불구하고 독일을 상대로 밀리는 경기를 하다 종료 직전에 토니 크로스에게 프리킥 역전골을 허용하며 결국 1 – 2로 패배했다. 그리고 마지막 상대 멕시코와의 경기에선 반드시 승리를 거두고 한국과 독일의 경기를 지켜봐야 했다. 스웨덴의 상대인 멕시코는 이미 2승을 거두었기에 비기기만 해도 16강 진출에 성공한다는 생각 때문인지 의외로 나태한 모습을 보였고 이 틈을 놓치지 않고 밀어붙여 3 – 0 대승을 거두었다. 동시에 대한민국이 독일을 2 – 0으로 격파하는 이변을 일으켜 스웨덴은 조 1위로 16강 진출에 성공했다. 스웨덴은 16강 상대 스위스를 만나 에밀 포르스베리의 결승골로 1 – 0 승리를 거두며 1994년 FIFA 월드컵 이후 24년 만에 8강 진출에 성공했다. 8강 상대는 이른바 바이킹 징크스로 유명한 잉글랜드였다. 그러나 스웨덴은 잉글랜드에 0 – 2로 패배하며 4강 진출에는 실패했다.

### 이탈리아
이탈리아의 반응은 그야말로 국치일을 맞은 듯한 기분이다. 이탈리아 축구협회의 카를로 타베치오 회장은 “월드컵 예선 탈락은 이탈리아 축구의 종말이 될 것이다.”라며 크게 실망감을 표했다. 이탈리아 언론들 또한 '종말', '파멸', '국가적 수치' 등의 극단적인 단어를 동원해 충격과 실망을 표현했다. 이탈리아 스포츠지 가제타 델로 스포르트는 11월 14일자 신문 1면에 눈물 흘리는 대표팀 수문장이자 백전노장 잔루이지 부폰의 사진을 배경으로 종말을 의미하는 '피네(FINE)'라는 단어를 크게 실어 세상이 무너진 듯 느끼는 이탈리아인들의 심경을 대변했다. 일간 라 스탐파는 '파멸의 아주리 군단', 일 메사제로는 '국가적 수치' 등의 글귀로 1958년 스웨덴 월드컵 이래 60년 만에 본선에 나가지 못하게 된 믿기지 않는 현실을 개탄했다. 가제타 델로 스포르트의 안드레아 몬티 기자는 1면 사설에 “월드컵 본선 좌절은 이탈리아 스포츠 역사상 가장 암울한 순간 중 하나로 기록될 것”이라며 “축구와 함께 살고, 숨 쉬는 이탈리아로서는 헤아릴 수 없는 손실을 뛰어넘는 잔인한 타격”이라고 지적했다. 이 신문은 잔 피에로 벤투라 대표팀 감독에게는 10점 만점 중 3점에 불과한 평점을 주며 “그는 역대 대표팀 감독 중 최악의 감독 중 하나로 평가될 것”이라고 혹평했다. 이탈리아의 월드컵 지역예선 탈락은 국가 경제에도 악영향을 미쳤다. 특히 본선 진출이 좌절되면서, 스폰서 계약까지 모두 해지되어, 국가 재산의 손실 규모가 최대 6억 유로에 달했다.
언론들 뿐 아니라 이탈리아 축구팬들 역시 2018년 월드컵에 자기 나라가 뛰지 못하게 되었다는 사실이 믿기지 않는 듯한 모습을 보였고 선수들이 열심히 뛰지 않았다고 강하게 성토했다. 대표팀의 베테랑이었던 잔루이지 부폰과 다니엘레 데로시, 안드레아 바르찰리, 지오르지오 키엘리니 등은 모두 예선탈락에 대한 책임을 지고 국가대표팀 은퇴를 선언했다. 이런 대표팀 중진 선수들과는 달리 예선탈락의 원흉으로 지목된 잔 피에로 벤투라 감독은 오히려 "난 여전히 지난 40년을 통틀어 최고 성적을 가진 감독이다. 난 2년 동안 겨우 두 번 패배했다."는 말을 하며 사임을 거부했다. 유명한 TV 프로그램 '르 예네'가 벤투라 감독이 경기 후 바리행 비행기에 오르는 순간 따라잡아 인터뷰를 요청했다. 이때 벤투라 감독은 '그만둘 생각이 있냐'는 질문에 "그렇다"고 대답했다. 그러나 통신사 'ANSA'에 문자를 보낸 벤투라 감독은 "난 그렇게 말한 적이 없다"고 했다. 영상에 남아있는 자신의 말을 번복하면서까지 사임을 거부했다. 그런데다 잔 피에로 벤투라가 사임하는 조건으로 이탈리아 축구 연맹 측에 70만 유로(한화 약 9억 원)의 위약금을 요구했다는 사실이 알려져 더욱더 이탈리아 축구팬들을 분노케 했다.
결국 이탈리아 축구 연맹은 잔 피에로 벤투라를 즉각 경질했고 계약 도중에 경질했으므로 위약금 86만 6,000유로(한화 약 11억 4,000만 원)를 2018년 6월까지 분할해서 지급하는 것으로 합의했다. 단, 위약금 지급 기간 중에 벤투라가 재취업에 성공할 경우 위약금 지급은 종료되는 것으로 합의했다고 한다. 그리고 축구 연맹의 회장 카를로 타베키오 또한 11월 20일에 "이탈리아가 60년 만에 월드컵 지역예선에서 탈락한 것에 책임을 지고 물러나겠다."는 말을 남기고 사퇴했다. 잔 피에로 벤투라가 경질된 이후 한 동안 U-21 대표팀 감독이었던 루이지 디 비아조가 감독 대행으로 나서 3월 A매치를 치렀다.
다행히 2018년 5월에 로베르토 만치니가 정식으로 신임 감독에 선임된 후에는 이탈리아가 회복세를 보여주었고, UEFA 유로 2020에서 우승을 차지했다. 그러나 그것도 잠시 이탈리아는 2022년 FIFA 월드컵 지역예선에서 스위스에 밀려 또 조 2위에 그쳐 플레이오프로 향했다. 그리고 거기서 약체 북마케도니아에 불의의 일격을 당하며 0 : 1로 패배해 사상 최초로 2연속 예선 탈락이란 치욕을 맛보게 되었다.

### 독일
전통적으로 독일 축구 국가대표팀은 이탈리아와 라이벌 관계에 있었으며, 독일에게 이탈리아는 일명 ‘아주리 징크스’로 알려진 상대이다. FIFA 월드컵이나 UEFA 유로에서 독일은 이탈리아에 승리를 거두지 못한 경우가 많았는데, 이탈리아의 이번 탈락으로 독일이 월드컵 본선에서 이탈리아를 피하게 되자, 전 국가대표 선수 미하엘 발라크는 트위터에 “Pray for Italy(이탈리아를 위해 기도합시다.)”라는 트윗을 올리기도 했다. 그러나 본선에서 독일 역시 대한민국에 0 – 2로 완패해 조 최하위로 조별리그에서 탈락하는 수모를 겪자 독일 팬들은 이탈리아의 예선 탈락을 비웃을 수 없게 되었고, 이에 이탈리아 축구팬들은 발라크의 트위터에 “Pray for Germany(독일을 위해 기도합시다.)” 및 “Pray for Ballack(발라크를 위해 기도합시다.)” 등으로 받은 만큼 그대로 되돌려주었고, 자국 대표팀이 독일에서 개최된 2006년 FIFA 월드컵에서 우승한 사실을 일깨우기도 했다.

## 같이 보기
- 조선민주주의인민공화국 대 이탈리아 (1966년 FIFA 월드컵)
- 대한민국 대 이탈리아 (2002년 FIFA 월드컵)
- 슬로바키아 대 이탈리아 (2010년 FIFA 월드컵)
- 대한민국 대 알제리 (2014년 FIFA 월드컵)
- 아르헨티나 대 크로아티아 (2018년 FIFA 월드컵)
- 대한민국 대 독일 (2018년 FIFA 월드컵)